# Smoła drzewna

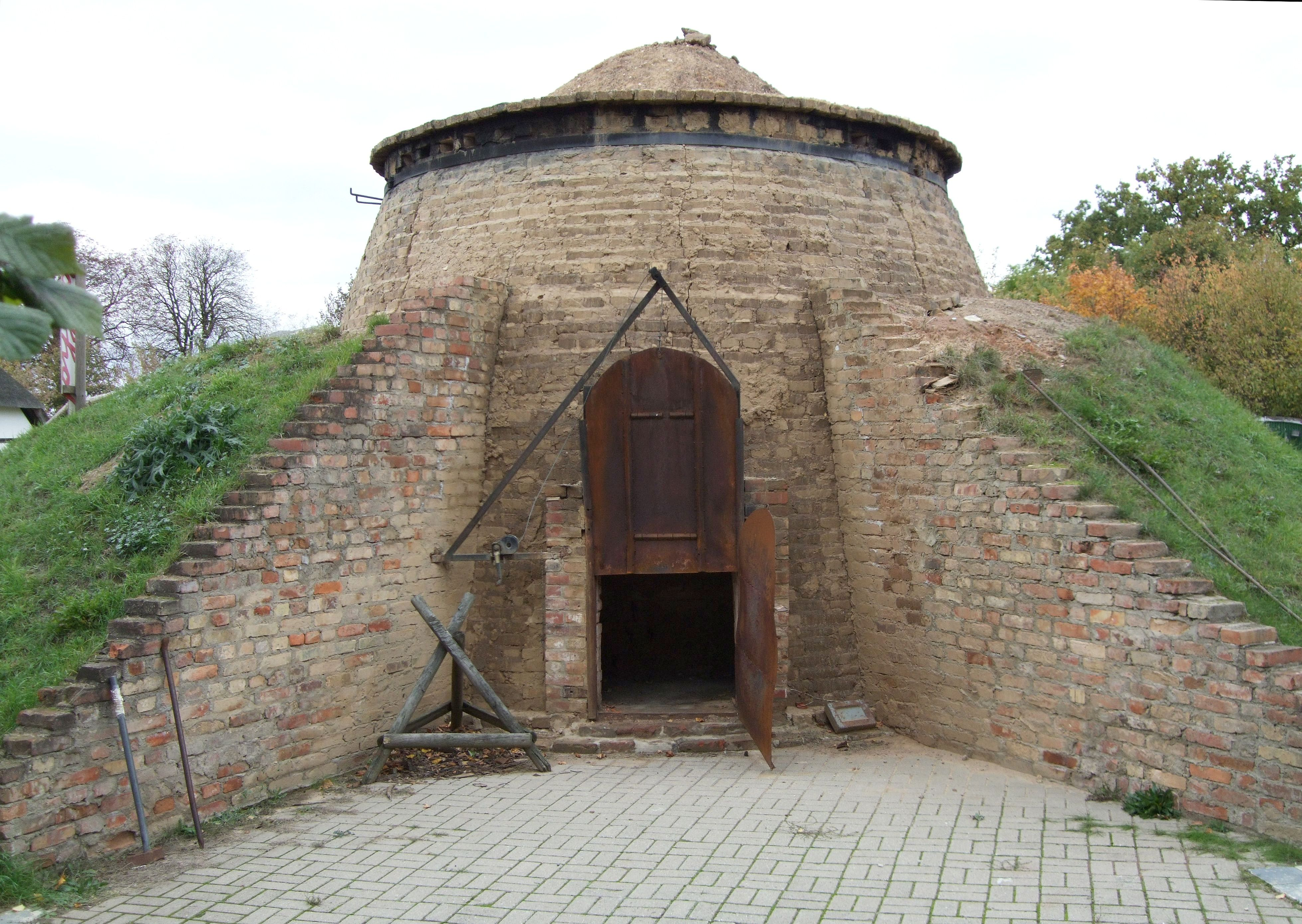
Urządzenie do produkcji smoły drzewnej

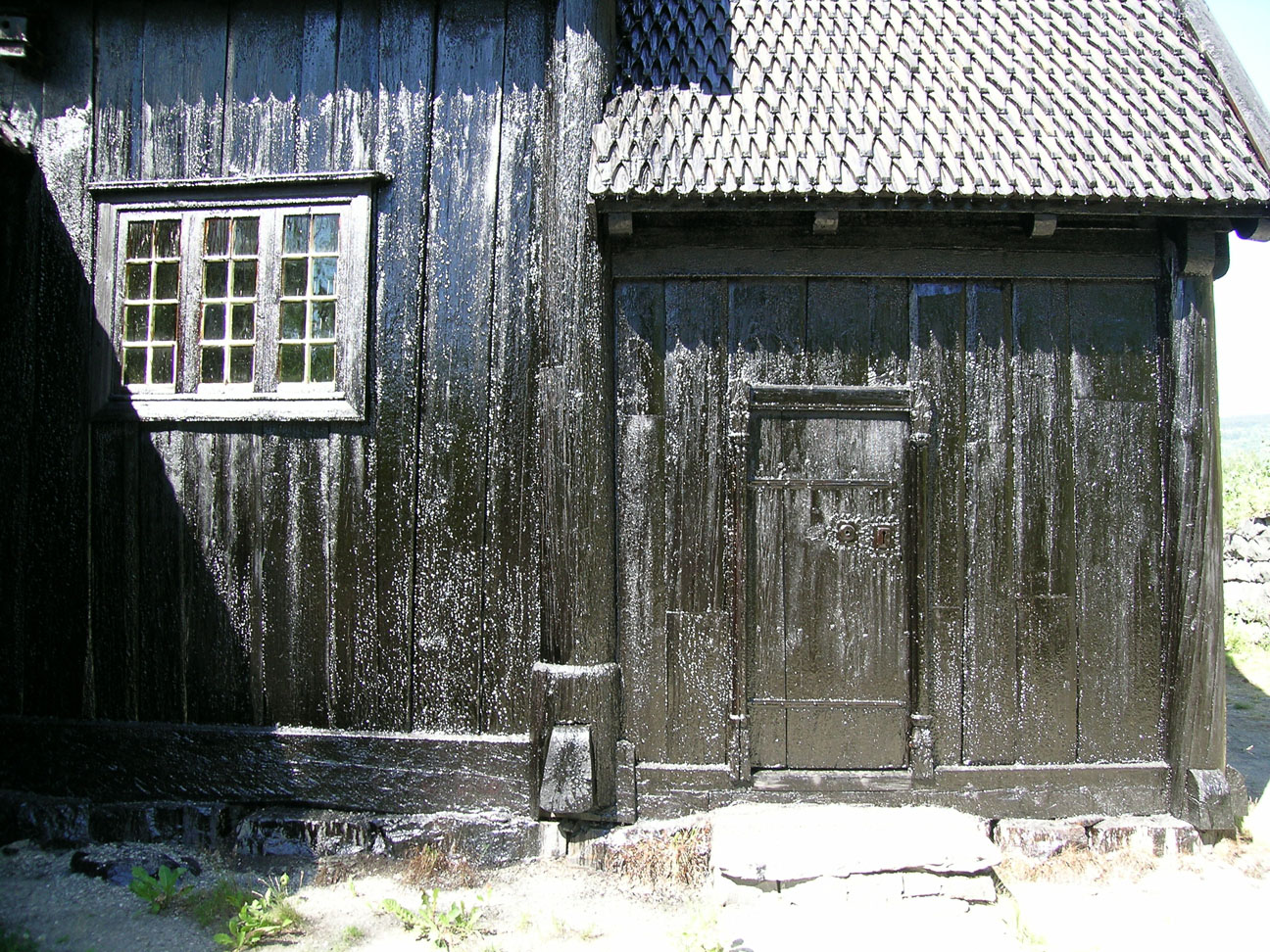
Drewno impregnowane smołą drzewną

Smoła drzewna – smoła wytlewna uzyskiwana z suchej destylacji drewna (lub kory drzew), brunatnoczarna ciecz o gęstości 1,05–1,18 kg/dm³.
Traktowana jako produkt główny (smolarstwo) lub uboczny przy produkcji węgla drzewnego (węglarstwo).
- Smoła z drewna liściastego (wydajność do kilkunastu %), ma ostry zapach kreozotu – w składzie przewaga kwasów żywicznych i kreozotu.
- Smoła z drewna iglastego (wydajność dla sosny ≥20%), o woni żywiczno-terpentynowej – w składzie przewaga terpenów i kwasów żywicznych.

Szczególnym rodzajem smoły drzewnej jest dziegieć – otrzymywany z kory i drewna brzozowego i wierzbowego, w niektórych źródłach uznawany jest za synonim smoły, nazwę dawną.
Smołę drzewną surową zwykle kieruje się na odstojniki, gdzie rozdziela się mniej więcej po połowie na smołę osadową i kwaśną wodę. Smołę osadową zazwyczaj poddaje się destylacji frakcyjnej, otrzymując pożądane w praktycznych zastosowaniach frakcje olejowe oraz pozostałość – pak drzewny. Z kwaśnej wody uzyskuje się drogą destylacji jasny ocet (zawierający prócz kwasu octowego, głównie metanol i aceton) i smołę rozpuszczalną (chodzi o rozpuszczalność w kwasie octowym).

## Zastosowanie
Starożytni Rzymianie używali smoły drzewnej, produkowanej w lasach Galii i Germanii do celów izolacyjnych i impregnacyjnych. Dawniej smoła drzewna stosowana była też w lecznictwie oraz do nasycania skór (tzw. jucht).
Współcześnie smoła drzewna nie jest znaczącym surowcem przemysłowym. Wykorzystywana głównie jako źródło kreozotu i oleju impregnacyjnego (smoła z drzew liściastych) oraz terpentyny smołowej (dawniej zwanej smoleniem) i oleju flotacyjnego (smoła z drzew iglastych).